# NHJ A (Zweitbesetzung)
Die Lokomotiven der norwegische Dampflokomotivbaureihe NHJ A"  wurden 1910, 1913 und 1916 von Thunes mekaniske verksted und Hamar Jernstøberi durch die Norsk Hoved-Jernbane (NHJ) beschafft.
Durch die am 4. März 1926 erfolgte Übernahme der NHJ als Oslo distrikt in die Norges Statsbaner (NSB), die staatliche Bahngesellschaft in Norwegen, kamen die Lokomotiven in deren Bestand.
Die Baureihe bestand aus fünf Lokomotiven, die vor allem für Reisezüge verwendet wurden.

## Einsatz bei Norsk Hoved-Jernbane
Bereits Mitte der 1860er Jahre arbeiteten NHJ und NSB eng zusammen und sortierten ihre Normalspurlokomotiven in einem gemeinsamen Nummernsystem ein. Daher mussten bei der 1926 erfolgten Übernahme der Lokomotiven durch NSB keine Nummern geändert werden.

## NHJ A"
Zwischen 1851 und 1870 wurde die Baureihe NHJ A mit insgesamt neun Lokomotiven von Robert Stephenson besetzt.
Um 1900 begannen NSB und NHJ, ihre Lokomotiven zu klassifizieren. NSB wählte Zahlen, während NHJ Buchstaben zur Bezeichnungen der Baureihen wählten. Bei der Einführung der neuen Baureihenübersicht der Gesellschaft im Jahre 1900 wurden diese Maschinen eigentlich der neuen Baureihe NHJ J zugeordnet. Eine Umzeichnung erfolgte nicht, während ihrer Betriebszeit hatten die Lokomotiven nur die Nummernbezeichnungen 1 bis 5, 11 und 12.
Daher war zum Zeitpunkt der Beschaffung die Baureihenbezeichnung wieder frei und die fünf Lokomotiven erhielten die Baureihenbezeichnung in Zweitbesetzung.
Die Lokomotiven Nr. 1 bis 3 wurden am 29. April 1910 bei Thune bestellt und zwischen Juli und November 1911 mit den Baunummern 48 bis 50 dem Betriebsdienst übergeben. Die Bestellung der Nr. 4 erfolgte am 11. Juli 1913 bei Hamar, sie fuhr als Baunummer 92 erstmals am 24. August 1914 für NHJ. Nr. 5 wurde im März 1916 bestellt, jedoch mit der Baunummer 119 erst drei Jahre später im September 1919 ausgeliefert.

## NSB Type 45a
Bei der Übernahme durch NSB erhielt die Baureihe 1926 die neue Baureihenbezeichnung NSB 45a.
Nr. 3 kam 1940 im Distrikt Trondheim zum Einsatz, kam 1941 nach Oslo zurück und wurde ab September 1949 im Distrikt Drammen eingesetzt. Dort blieb sie bis zur Ausmusterung als erste Lok der Serie am 22. Februar 1955. Nr. 1, 2 und 5 wurden 1951 vom Distrikt Oslo nach Drammen abgegeben. Dort war Nr. 4 bereits seit 1949 im Einsatz. Alle vier Lokomotiven wurden am 28. Dezember 1958 ausgemustert und anschließend verschrottet.